# ПАУСІ
Польсько-українська фундація співпраці (ПАУСІ) була заснована у квітні 2005 року. Вона є правонаступником Польсько-Американсько-Української Ініціативи про Співпрацю — ПАУСІ, унікальної тристоронньої програми. З 1999 року ПАУСІ спрямовувала свою діяльність на передачу Україні успішного досвіду Польщі в переході до ринкової економіки та побудови демократичного громадянського суспільства.
Місією Фундації ПАУСІ є розвиток спроможності України інтегруватись до європейських та євроатлантичних структур через запровадження європейського та, зокрема, польського досвіду в Україні, а також інтенсивний транскордонний обмін знаннями та досвідом у ключових сферах, що впливають на розвиток людського капіталу та формування громадянського суспільства. Діяльність Фундації також спрямована на залучення України до активної підтримки демократичних процесів в сусідніх державах — Білорусі, Молдові, Росії та інших країнах пострадянського простору.
Ключові напрямки діяльності ПАУСІ:
- Реалізація програм на підтримку євроатлантичного курсу України
- Реформування місцевого самоврядування/державної служби
- Енергоефективність/енергозбереження
- Залучення бізнесу до розвитку місцевих громад
- Активізація участі молоді у громадському житті країни